# Grésillons
Pour les articles homonymes, voir Grésillons (homonymie).

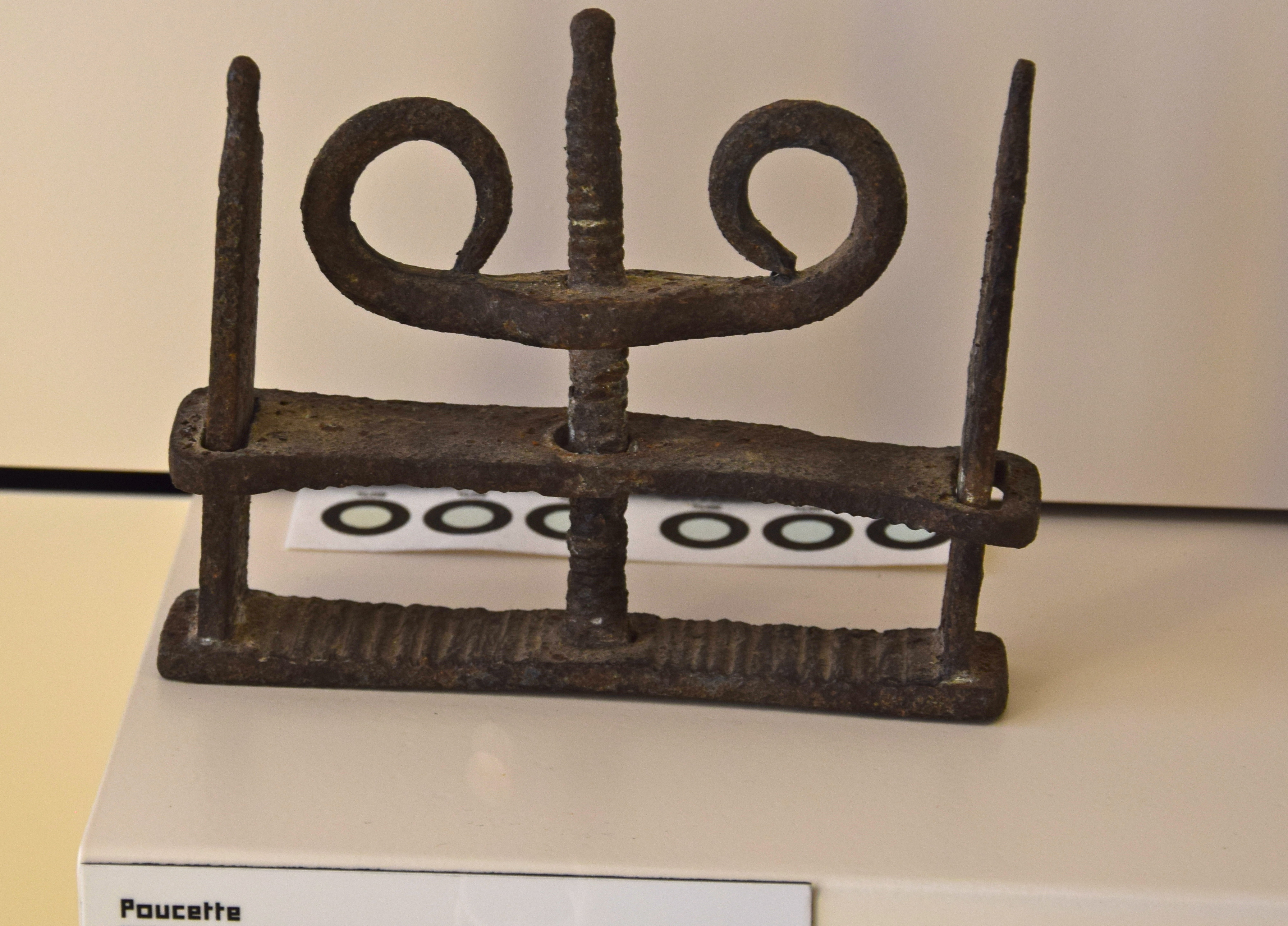
Poucette de l'échevinage de Douai.

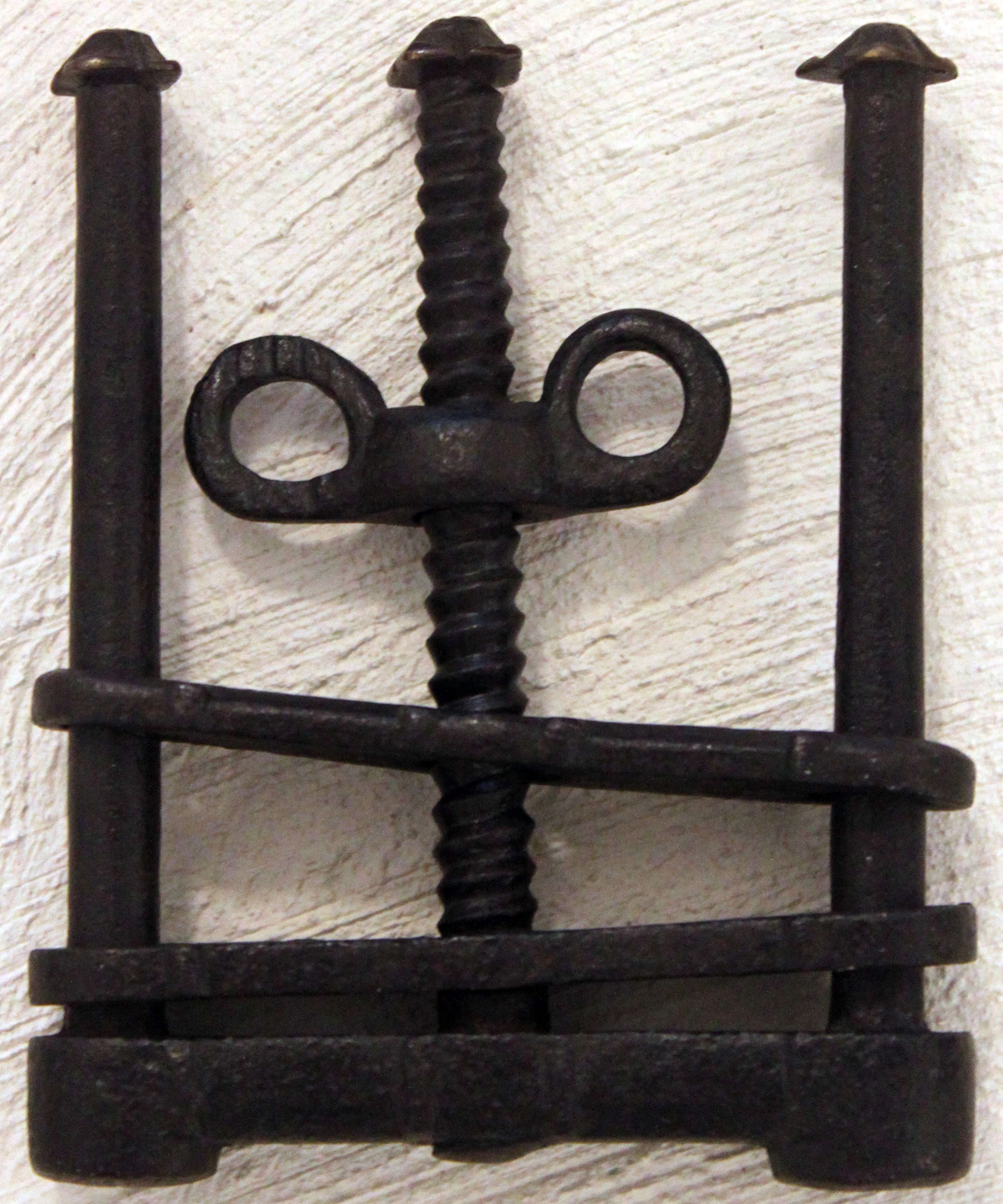
Grésillons du 17e siècle, musée de la Marche de Brandebourg.

Les grésillons, aussi appelés poucettes ou grillons, sont un outil de torture utilisé par l'Inquisition.

## Description
La méthode des grésillons est une des techniques employées dans le cadre de la question judiciaire.
Elle consiste à insérer le doigt du supplicié dans un dispositif constitué de plusieurs lames de métal, qui sont ensuite rapprochées l'une de l'autre par le jeu d'un mécanisme (des cordages noués, par exemple), ce qui broie le doigt du sujet, lui provoquant de vives douleurs dont il est attendu qu'elles le conduisent à l'aveu.
À Metz, pour la question ordinaire, on utilisait les grésillons pour les mains comme pour les pieds.

« Les doigts serrés estroitement et en extrémité ou dans le chien d'une harquebuse ou pistolet, ou liez de petites cordelettes ou fiscelles entre divers petits bastons qu'ils nomment grésillons... »

Dans son Dictionnaire étymologique de la langue françoise, Gilles Ménage en donne la définition suivante :

« On appelle grezillons ce petit instrument de fer dont on ferre les pouces d'un criminel à qui l'on donne la question... »

Cette méthode a notamment été employée en Lorraine ducale aux XVIe et XVIIe siècles mais aussi en Bourgogne.

### Sources
- Charles Sadoul, Essai historique sur les institutions judiciaires des duchés de Lorraine et de Bar avant les réformes de Léopold Ier, Éd. A. Crépin-Leblond, Nancy) Date, 1898
- Claude Bourgeois, Practicque civile et criminelle pour les justices inférieures du duché de Lorraine, conformément a celle des sieges ordinaires de Nancy, Nancy, 1614.
- « Recueil: ... contenant L'Histoire Des Choses Plvs Memorables Advenves sous La Ligue, depuis les executions faites à Blois au mois de Decembre 1588.es personnes du Duc & du Cardinal de Guise, iusques à la mort du Roy Henri troisiesme, au mois d'Aoust M.D. LXXXIX. », vol. 3, p. 713, 1593.